# Pawłówek (województwo łódzkie)
Pawłówek – osada w Polsce położona w województwie łódzkim, w powiecie pabianickim, w gminie Dłutów położona przy drodze wojewódzkiej nr 485.
W latach 1975–1998 miejscowość położona była w województwie piotrkowskim.
W 2012 roku rozpoczęła się budowa drogi ekspresowej S8, która przebiega przez teren pomiędzy dwiema częściami wsi. Skutkiem tego było zburzenie budynku Wiejskiego Ośrodka Zdrowia w Pawłówku. 
We wsi Pawłówek znajduje się hotel i restauracja „Pod dębami”.